# The Best Band You Never Heard in Your Life
The Best Band You Never Heard in Your Life è un album live di Frank Zappa, pubblicato nel 1991.

## Tracce
1. Heavy Duty Judy - 6:04
2. Ring of Fire - 2:00 - (Merle Kilgore, June Carter)
3. Cosmik Debris - 4:32
4. Find Her Finer - 2:42
5. Who Needs the Peace Corps? - 2:40
6. I Left My Heart in San Francisco - 0:36 - (George C. Cory, Jr., Douglas Cross)
7. Zomby Woof - 5:41
8. Bolero - 5:19 - (Maurice Ravel)
9. Zoot Allures - 7:07
10. Mr. Green Genes - 3:40
11. Florentine Pogen - 7:11
12. Andy - 5:51
13. Inca Roads - 8:19
14. Sofa No. 1 - 2:49

### Disco due
1. Purple Haze - 2:27 - (Jimi Hendrix)
2. Sunshine of Your Love - 2:30 - (Pete Brown, Jack Bruce, Eric Clapton)
3. Let's Move to Cleveland - 5:51
4. When Irish Eyes Are Smiling - :46 - (Ernest Ball, George Graff, Chancellor Olcott)
5. Godfather Part II Theme - 0:30 - (Nino Rota)
6. A Few Moments with Brother A. West - 4:00 - (Brother A. West, Zappa)
7. The Torture Never Stops, Pt. 1 - 5:19
8. Theme from Bonanza  - 0:28 - (Ray Evans, Jay Livingston)
9. Lonesome Cowboy Burt (Swaggart Version) - 4:54
10. The Torture Never Stops, Pt. 2 - 10:47
11. More Trouble Every Day (Swaggart Version) - 5:28
12. Penguin in Bondage (Swaggart Version) - 5:05
13. The Eric Dolphy Memorial Barbecue - 9:18
14. Stairway to Heaven - 9:19 - (Jimmy Page, Robert Plant)